# Chinantèque de Tlacoatzintepec
Le chinantèque de Tlacoatzintepec est une langue chinantèque parlée au Mexique dans le Nord de l'État d'Oaxaca, dans les villes de San José Chiltepec, San Juan Bautista Tlacoatzintepec, San Pedro Alianza, Santiago Quetzalapa, et San Juan Zapotitlán.

## Classification
Le parler chinantèque de Tlacoatzintepec est une langue amérindienne qui appartient à la branche chinantèque de la famille des langues oto-mangues.

## Écriture
| a | b | ch | d  | e | ɇ | f | g | h | i | ø  | j | k |
| l | m | n  | ng | ñ | o | p | r | s | t | ts | u | z |

Les tons sont indiqués avec des signes après la voyelle :
- ' pour le ton très haut ;
- " pour le ton haut ;
- ‾ pour le ton moyen ;
- _ pour le ton bas.

Avant les années 2000, une autre orthographe était utilisée.